# Каратал (Шалкарский район)
Каратал (каз. Қаратал) — упразднённое село в Шалкарском районе Актюбинской области Казахстана. Входило в состав Тогызского сельского округа. Код КАТО — 156445480. Упразднено в 2019 г.

## Население
В 1999 году население села составляло 29 человек (15 мужчин и 14 женщин). По данным переписи 2009 года, в селе проживало 30 человек (14 мужчин и 16 женщин).